# Strachowice (powiat legnicki)
Strachowice (niem. Strachwitz) – wieś w Polsce położona w województwie dolnośląskim, w powiecie legnickim, w gminie Legnickie Pole.
Dawniej był to przysiółek Racimierza, odłączony od niego w 1954 roku.
W latach 1975–1998 miejscowość administracyjnie należała do województwa legnickiego.